# Lublin (tỉnh)
Lublin là một tỉnh của Ba Lan, giáp biên giới với các tỉnh Lviv, Volyn của Ukraina và tỉnh Brest của Belarus. Tỉnh lỵ là thành phố Lublin. Tỉnh có diện tích 17.969,72 ki-lô-mét vuông, dân số thời điểm giữa năm 2004 là 2.187.918 người.

## Các thành phố thị xã
Tỉnh có thành phố và thị xã. Bản sau đây sắp xếp theo thứ tự dân số giảm dần (số liệu dân số thời điểm năm 2006)
| Lublin (354.272) Chełm (67.989) Zamość (66.613) Biała Podlaska (58.010) Puławy (49.839) Świdnik (40.037) Kraśnik (36.072) Łuków (30.564) Biłgoraj (27.225) Lubartów (22.950) Łęczna (21.689) Tomaszów Lubelski (20.118) Krasnystaw (19.434) Hrubieszów (18.617) | Dęblin (17.933) Międzyrzec Podlaski (17.162) Radzyń Podlaski (16.133) Włodawa (13.630) Janów Lubelski (11.938) Parczew (10.281) Poniatowa (9.911) Ryki (9.716) Opole Lubelskie (8.832) Bełżyce (7.054) Terespol (5.969) Szczebrzeszyn (5.299) Bychawa (5.285) Rejowiec Fabryczny (4.533) | Nałęczów (4.243) Kazimierz Dolny (3.572) Kock (3.478) Tarnogród (3.372) Zwierzyniec (3.344) Krasnobród (3.047) Stoczek Łukowski (2.719) Annopol (2.690) Piaski (2.626) Józefów (2.450) Łaszczów (c. 2.300) Ostrów Lubelski (2.245) Tyszowce (2.242) Frampol (1.415) |